# Litocranius walleri
El gerenuc, gacela jirafa meridional o gacela de Waller (Litocranius walleri) es una especie de mamífero artiodáctilo de la familia Bovidae de cuello largo y cabeza característica, que habita las sabanas del África oriental.
Gerenuc significa "cuello de jirafa" en la lengua somalí. También se los llama "swala twiga"  o gacela jirafa en suajili. 
A pesar de que normalmente es tímido, este agraciado animal puede ser fácilmente observado en la Reserva Nacional de Samburu en Kenia y en varias zonas semiáridas del este de África, incluyendo parte de Tanzania, Somalia y Etiopía.

## Características
Su característica más sobresaliente es un cuello excepcionalmente largo, característica de la cual recibe su nombre. La cabeza del gerenuc es pequeña para su tamaño, pero sus ojos y orejas son grandes. Solo los machos presentan cuernos, los cuales son robustos y presentan muchos anillos, además poseen un  cuello más musculado que las hembras. Son marrones en la parte más alta de la espalda, y marrones más claro a los lados. La cola corta parece más larga, ya que termina en un mechón de pelo negro. Como muchas otras gacelas, los gerenucs poseen glándulas preorbitales frente a sus ojos que segregan una  sustancia olorosa similar al alquitrán, la cual depositan sobre ramas y arbustos para marcar su territorio. También presentan glándulas de olor en sus rodillas, las cuales están cubiertas por mechones de pelo y en las grietas de sus pezuñas.

## Comportamiento
Estos animales pueden vivir en pequeños grupos formados por hembras de la misma familia y sus crías, en grupos de machos solteros o como machos solitarios. Los últimos se cree que son territoriales, pero como su alcance es grandes y su población usualmente dispersa, ha sido difícil para los científicos determinar si estos animales defienden su territorio. El grupo de hembras recorre un terreno, considerado su casa, de 1 o 2 millas cuadradas, atravesando los territorios de los machos.

### Gestación y crianza
Cuando está lista para dar a luz, la hembra deja el grupo y se dirige a un lugar apartado. Luego de dar a luz, ella lame a la cría para limpiarla y come la placenta, posiblemente por los nutrientes que posee y para evitar que el olor atraiga a predadores. El estar adaptados para alimentarse de plantas que se encuentran todo el año puede permitir a los gerenucs tener crías en cualquier momento en vez de solo antes de la temporada de lluvias, como sucede en los animales que se alimentan de pasto.
Durante su primera semana de vida, o hasta que pueda ir al paso de los adultos, la cría de gerenuc pasa su tiempo escondida entre los arbustos mientras su madre lo alimenta. Ella regresa a su cría 3 o 4 veces al día para amamantarlo, y limpiar o comer cuidadosamente sus desechos para no dejar rastros de olor. Las hembras gimotean suavemente para comunicarse con sus crías.

### Dieta

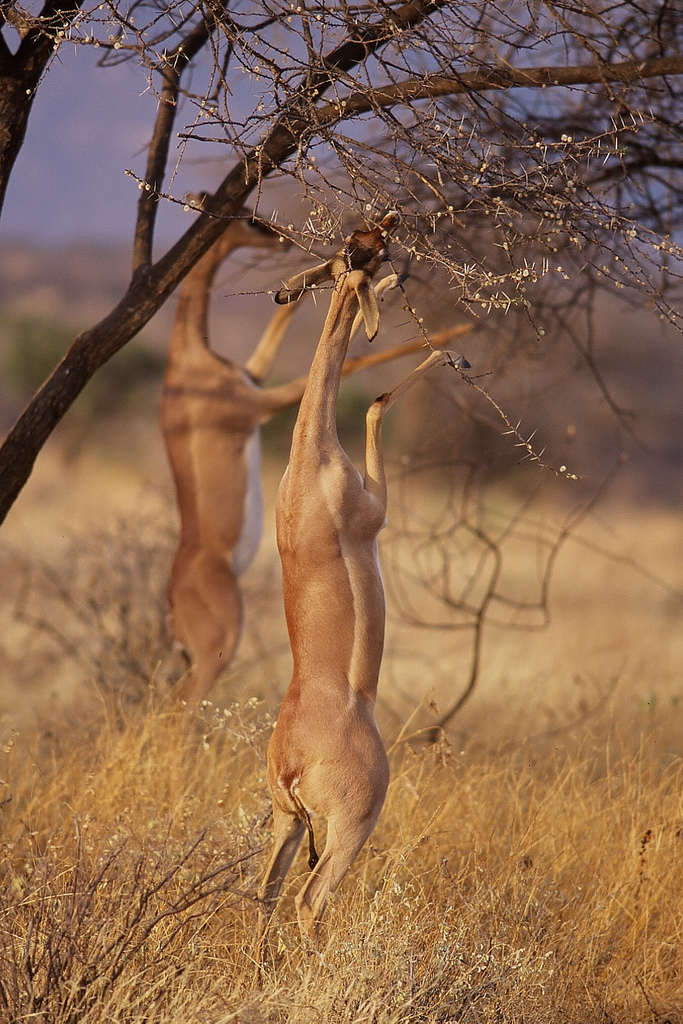
Gerenucs ramoneando en Samburu, Kenia.

El gerenuc  es otro ejemplo de una especie adecuándose a un nicho especializado en un ecosistema complejo.  
A pesar de que algunos animales compiten por la misma comida, muchas de las diferentes especies vistas juntas no se alimentan de las mismas plantas, o las comen en diferentes estadios del desarrollo o en diferentes alturas. 
Se alimentan a distancias más altas del suelo que otras gacelas y muchos antílopes manteniéndose levantados sobre sus patas traseras, con sus largos cuellos extendidos, para ramonear arbustos altos. Aunque otras gacelas pueden también levantarse sobre sus patas traseras, el generuc es el único que puede mantenerse en esta posición e incluso caminar una cierta distancia de esta manera.
Utilizando sus patas delanteras para bajar ramas más altas, pueden alcanzar hojas de 6 a 8 pies del suelo. Las hojas más tiernas y retoños de arbustos espinosos y árboles conforman la mayor parte de su dieta, junto con una nutritiva mezcla de insectos, flores, frutas y enredaderas. No comen pasto, ni requieren agua. Ya que reciben suficiente líquido de las plantas de las que se alimenta, pueden sobrevivir en zonas secas de arbustos espinosos, y hasta en desiertos.

## Subespecies
Se reconocen las siguientes subespecies:
- Litocranius walleri walleri
- Litocranius walleri sclateri